# Nematocarcinus nudirostris
Nematocarcinus nudirostris is een garnalensoort uit de familie van de Nematocarcinidae. De wetenschappelijke naam van de soort is voor het eerst geldig gepubliceerd in 1991 door Burukovsky.